# Colja
Colja je slovenski priimek.

## Znani slovenski nosilci priimka
- Alojz Colja (*1943), veslač
- Ana Colja (*1981), manekenka in fotomodel
- Andrej Colja, fotograf
- Katja Colja (*1969), filmska režiserka in scenaristka v Italiji po rodu iz Trsta
- Marjan Colja (*1961), vinar, enolog (direktor zadruge Vinakras Sežana, predsednik Konzorcija TERAN)
- Nataša Colja Obiako (*1981), slikarka
- Pavel Colja (Paolo Colja) (+ 2004), repentabrski župan 1975-92
- Srečko Colja (1909—2003), kamnosek, politični delavec
- Stojan Colja (1947—2008), igralec
- Valter Colja, planinec, pohodnik?
- Vojko Colja (*1945), časnikar
- Vendelina Colja Pavlin (1912—1985), prvoborka, politična delavka
- Viktor Colja (*1935/6?), kamnosek
- Žiga Colja, novinar?